# Vattenhästen
Vattenhästen (engelska: The Water Horse: Legend of the Deep, alternativt bara The Water Horse) är en fantasydramafilm från 2007 i regi av Jay Russell och skriven av Robert Nelson Jacobs, baserad på Dick King-Smiths barnbok med samma namn. Den har Alex Etel i huvudrollen som en ung pojke, som en dag upptäcker ett mystiskt ägg med en så kallad "vattenhäst" inuti, som han ganska så snabbt bestämmer sig för att ta hand om. Även Emily Watson, Ben Chaplin och David Morrissey medverkar i filmen med varsin stor roll.

## Handling
Filmen handlar om en pojke vid namn Angus MacMorrow som bor i Skottland under andra världskriget. En dag hittar han ett mystiskt ägg vid stranden, som kläcks och visar sig innehålla ett magiskt havsväsen – en "vattenhäst" (inspirerad av legenden om Loch Ness-odjuret). Angus döper varelsen till 'Crusoe' och försöker gömma och skydda den medan den växer i snabb takt. Men ju större den blir, desto svårare blir det att hålla den hemlig…

## Rollista
| Alex Etel/Brian Cox/Louis Owen Collins | – Angus MacMorrow        |
| Emily Watson                           | – Anne MacMorrow         |
| Ben Chaplin                            | – Lewis Mowbray          |
| David Morrissey                        | – Kapten Thomas Hamilton |
| Priyanka Xi                            | – Kirstie MacMorrow      |
| Marshall Napier                        | – Sergeant Strunk        |
| Joel Tobeck                            | – Sergeant Walker        |
| Erroll Shand                           | – Löjtnant Wormsley      |
| Craig Hall                             | – Charles MacMorrow      |
| Geraldine Brophy                       | – Gracie                 |
| Bill Johnson                           | – Clyde                  |
| Ian Harcourt                           | – Jimmy McGarry          |
| Bruce Allpress                         | – Jock McGowan           |